# Государство-рантье
Государство-рантье — в политологии и теории международных отношений, это государство, источником основных доходов которого является рента с иностранных компаний, получивших доступ к национальным ресурсам. 
Данная теория была впервые сформулирована Хоссейном Махдави в 1970 году . Кроме того, именно он впервые ввел понятие внешней ренты. Данное Х. Махдави определение термина существенно отличается от термина, первоначально использовавшегося последователями марксизма. В 1916 году В. И. Ленин писал: «Государство-рантье» (Rentnerstaat), или государство-ростовщик, становится поэтому общеупотребительным в экономической литературе об империализме. Мир разделился на горстку государств-ростовщиков и гигантское большинство государств-должников» . Согласно Большой советской энциклопедии, государство-рантье — это империалистическое государство-ростовщик, обогащающееся путём вывоза капитала в другие, преимущественно экономически слаборазвитые и зависимые государства. В английском языке это определение больше известно под названием ростовщический капитализм.

## Использование термина
Термин «государство-рантье» начал использоваться в начале XX века. Чаще всего он применялся в отношении государств, которые обладали большими запасами природных ресурсов, например нефти, имеющих высокую стоимость на мировом рынке. Кроме того, данный термин может включать в себя государства, имеющие значительные финансовые инструменты, такие как резервная валюта, а также государства, которые используют свои стратегические ресурсы, например резервную валюту, военные базы.
Находящееся в зависимости от ренты как источника доходов, государство-рантье может производить её за пределами своей территории с помощью манипуляций на глобальных политическом и экономическом уровнях. Такие манипуляции могут касаться деятельности монополий, торговых ограничений, а также обращения за субсидиями или помощью в обмен на политическое влияние или же, наоборот, просьбы о выделении денежных средств в обмен на резервную валюту, как поступают США.

## Определение термина
Хазем аль-Баблауи и Джакомо Лучиани предложили четыре характеристики государства-рантье:
- Преобладание ренты среди остальных доходов.
- Экономика зависит от основной внешней ренты и, следовательно, не требует развитого производственного сектора национальной экономики.
- Лишь небольшое число представителей работающего населения действительно вовлечено в производство ренты.
- Правительство страны является основным получателем внешней ренты.

## Примеры
Появление новых государств-нефтеэкспортёров и увеличение их доли в мировой торговле в 1970-е годы привело к возрождению интереса к анализу ростовщических экономик в указанных выше политической науке и международных отношениях. Примерами государства-рантье являются страны-экспортеры нефти на Ближнем Востоке и в Северной Африке: Саудовская Аравия, ОАЭ, Ирак, Иран, Кувейт, Катар, Ливия и Алжир, а также в Латинской Америке — Венесуэла, являющиеся членами ОПЕК.
Теория государства-рантье наряду с другими теориями объясняет доминирование авторитарных режимов на Ближнем Востоке и очевидный провал построения демократии. Несмотря на то, что многие страны экспортируют ресурсы или выдают разрешения на разработку ресурсов иностранным компаниям, особенностью государства-рантье является относительное отсутствие государственных доходов с внутригосударственного налогообложения, поскольку при получении прибыли от экспорта природных ресурсов не требуется получение доходов с граждан. Согласно Дугласу Ейтсу, экономическая политика государства-рантье ломает мотивацию выполнения работы за вознаграждение. Доход и богатство рантье получает, скорее, вследствие благоприятного стечения обстоятельств, а не в результате выполнения работы.
Хазем Баблауи и Джакомо Лучиани утверждали, что такое поведение может привести к возникновению «психологии рантье», тогда как политолог Фарид Закария утверждает, что такие государства не способны эволюционировать политически, поскольку без налогов, граждане менее мотивированы оказывать давление на правительство, которое действует с целью удовлетворить потребности населения. Вместо этого, правительство по сути «подкупает» граждан за счет широких социальных программ поддержки, становясь дистрибутивным государством. Соответственно, бюджет является не более чем программой распределения полученных средств.
В ходе исследований ученые также пришли к выводу о том, что государства, полагающиеся в значительной степени на доходы от нерыночных источников, не имеют стимулов соблюдать принципы свободного рынка, которые позволяют создать инфраструктуру, необходимую для экономического роста. Нефть настолько востребована, что для этого не обязательно следовать принципам свободного рынка и экономической свободы, которые основываются на верховенстве права, гарантиях безопасности, справедливости и открытости судебной системы, права собственности. Следовательно, политическая свобода отсутствует, а попытки демократизации не эффективны.
Поскольку контроль за ресурсами, производящими ренту, находится в руках власти, его можно использовать попеременно как для сдерживания, так и для привлечения на свою сторону населения, несмотря на то, что становится все меньше различий между социальной политикой государства и личными интересами. Юрист Гарвардского университета Ной Филдман в книге «После джихада» писал о том, что между правительством и населением не существует механизма сбора налогов. Правительству необходимо заботиться лишь о том, чтобы население оказывало ему поддержку, не пытаясь совершить переворот, и обогащаться за счет сбора ренты.
Правительства государств-рантье заботятся о формировании позитивного общественного мнения. Они не стремятся корректировать политический курс в соответствии с мнением граждан, а, напротив, им важно склонить на свою сторону электорат. Для этого правительствами проводятся спланированные действия, касающиеся борьбы с оппозицией, оказания давления на прессу, а также усиления религиозной пропаганды .

## Выводы
Таким образом, в богатом ресурсами государстве-рантье существует проблема развития гражданского общества и демократизации. Исследователи аль-Баблауи и Лучиани приходят к заключению, что природа государства-рантье объясняет сохранение авторитарных режимов в богатых ресурсами государствах.
Аль-Баблауи и Лучиани дополнительно выделяют несколько особенностей, относящихся к государствам-рантье, экспортирующих нефть. Например, в стране, где правительство является крупнейшим и наиболее важным работодателем, бюрократический аппарат обычно очень раздут и неэффективен и, тем самым, становится похожим на класс рантье в обществе. Более того, местное законодательство зачастую не позволяет иностранным компаниям действовать независимо. Такое положение приводит к ситуации, где гражданство становится финансовым активом. Для того, чтобы вести бизнес, зарубежные компании привлекают местных спонсоров (кафилов), которые позволяют им торговать от своего имени в обмен на долю выручки — еще один тип ренты. Нефтяная рента ведет к возникновению вторичных типов ренты, спекуляциям на фондовом рынке или рынке недвижимости.
Теория государства-рантье затрагивает важные проблемы современной политики. Так, известный политолог Уриэль Абулоф задается вопросом «Если рента способствует стабильности и, особенно, устойчивости авторитарного режима, почему режимы-рантье, особенно, в государствах-экспортерах нефти больше предрасположены к возникновению гражданской войны?». Если обратить внимание на события на Ближнем Востоке, «почему некоторые государства-рантье (Кувейт, Оман, Катар, Королевство Саудовская Аравия и ОАЭ) продемонстрировали поразительную стабильность, тогда как в других (Алжир, Бахрейн, Иран, Ливия и Судан) как до, так и после событий Арабской весны происходили волнения, сопровождавшиеся насилием?». Абулоф обращает особое внимание на политическую легитимность как на решающий фактор и утверждает, что авторитарные режимы-рантье в действительности более неустойчивые, чем кажутся.
Чрезвычайная важность нефтяного фактора способствовала тому, что государства, не обладающие запасами нефти, начали проводить политику подобно государствам-рантье. Такое поведение характерно в целом для данного региона, поэтому некоторые государства смогли получать ренту от месторасположения, благодаря своему стратегическому положению, как, например, в случае с расположением военных баз. И, что более важно, это поведение касается межгосударственных отношений в данном регионе, поскольку страны-нефтеэкспортеры пытаются обеспечить стабильность и гарантии получения ренты за счет покупки лояльности со стороны соседних государств путём передачи части ренты с углеводородов. Аль-Баблауи и Лучиани ставят в пример Египет, размер финансовой помощи которому со стороны стран с высоким уровнем добычи нефти после подписания мирного договора с Израилем в Кемп-Дэвиде, значительно сократился, а денежные потоки были перенаправлены в Ирак, Сирию и Организацию освобождения Палестины, которые рассматривались в качестве более надежных партнеров.